# No Exit
No Exit är det sjunde studioalbumet från den amerikanska rockgruppen Blondie. Det släpptes i februari 1999 och var deras första nya album på 17 år. Producent var Craig Leon.
Låten Maria var den första singeln från albumet. Den följdes av Nothing Is Real but the Girl. I Europa släpptes en tredje singel, No Exit som innehåller rap av Debbie Harry och Coolio.
Albumet nådde plats 36 på Sverigetopplistan, plats 18 på amerikanska Billboard 200-listan och tredje plats på brittiska albumtopplistan.

## Låtlista
1. Screaming Skin
2. Forgive and Forget (Pull Down the Night)
3. Maria
4. No Exit (med Coolio & The Loud Allstars)
5. Double Take (med Candy Dulfer)
6. Nothing Is Real But the Girl
7. Boom Boom in the Zoom Zoom Room
8. Night Wind Sent
9. Under the Gun (for Jeffrey Lee Pierce)
10. Out in the Streets
11. Happy Dog  (for Caggy)
12. The Dream's Lost on Me
13. Divine
14. Dig Up the Conjo